# Vicia articulata
Vicia articulata é uma espécie de planta com flor pertencente à família Fabaceae. 
A autoridade científica da espécie é Hornem., tendo sido publicada em Enum. Pl. Hort. Hafn. (rev. ed.) 41. 1807.
Os seus nomes comuns são ervilhaca-parda, farroba, garroba, lentilha-parda ou parda.

## Portugal
Trata-se de uma espécie presente no território português, nomeadamente em Portugal Continental, no Arquipélago dos Açores e no Arquipélago da Madeira.
Em termos de naturalidade é nativa de Portugal Continental, introduzida no Arquipélago da Madeira e possivelmente introduzida no Arquipélago dos Açores.

## Protecção
Não se encontra protegida por legislação portuguesa ou da Comunidade Europeia.